# Табанати
Табанати (груз. ტაბანათი) — село в Грузии, на территории Ланчхутского муниципалитета края (мхаре) Гурия.

## География
Село находится в западной части Грузии, на правом берегу реки Супсы, на расстоянии приблизительно 18 километров (по прямой) к западу от города Ланчхути, административного центра муниципалитета. Абсолютная высота — 7 метров над уровнем моря.

## Население
По результатам официальной переписи населения 2014 года, в Табанати проживало 974 человека (458 мужчин и 516 женщин). В национальной структуре населения грузины составляли 99,6 %, русские — 0,3 %, украинцы — 0,1 %.
| Год  | Население, человек |
| ---- | ------------------ |
| 2002 | 1155               |
| 2014 | ↘ 974              |